# Mariusz Denst
Mariusz Denst ps. Denat (ur. 21 sierpnia 1971 w Płocku) – polski muzyk. W Lao Che gra „na radiach” i samplerze.
Grał na perkusji w metalowym zespole Hazael (występowali m.in. na Jarocinie '93 i '94 oraz na Metalmanii '94). W 1996 stworzył hiphopową formację Kanabiplanto (która wydała w QQRYQ kasetę Przyjaciele Jamesa B.). W 1998 r. jako Himills Bach nagrał płytę z muzyką eksperymentalną. W miejsce Kanabiplanto powołał również hiphopowe trio Koli.

## Nagrody i odznaczenia
30 lipca 2012 podczas uroczystości w Parku Wolności w Muzeum Powstania Warszawskiego z rąk prezydenta RP Bronisława Komorowskiego odebrał Srebrny Krzyż Zasługi za „działalność na rzecz popularyzacji i upamiętniania Powstania Warszawskiego”.

## Dyskografia
- Cranthorpe – Monolith (1992, gościnnie)[4]
- Kanabiplanto – Przyjaciele Jamesa B. (1997)
- Koli – Szemrany (1999)
- Himills Bach – Trasa T-U (2011)[5]